# Nebojša Grujić
Nebojša Grujić –en serbio, Небојша Грујић–  (Šabac, 21 de marzo de 1991) es un deportista serbio que compite en piragüismo en la modalidad de aguas tranquilas.
Ganó cuatro medallas en el Campeonato Mundial de Piragüismo entre los años 2014 y 2018, y tres medallas en el Campeonato Europeo de Piragüismo entre los años 2015 y 2018. En los Juegos Europeos de Bakú 2015 consiguió una medalla de oro en la prueba de K2 200 m.

## Palmarés internacional
| Campeonato Mundial | Campeonato Mundial          | Campeonato Mundial | Campeonato Mundial |
| Año                | Lugar                       | Medalla            | Competición        |
| ------------------ | --------------------------- | ------------------ | ------------------ |
| 2014               | Moscú (Rusia)               | Medalla de oro     | K2 200 m           |
| 2015               | Milán (Italia)              | Medalla de plata   | K2 200 m           |
| 2017               | Račice (República Checa)    | Medalla de bronce  | K2 200 m           |
| 2018               | Montemor-o-Velho (Portugal) | Medalla de bronce  | K2 200 m           |
| Juegos Europeos    |                             |                    |                    |
| Año                | Lugar                       | Medalla            | Competición        |
| 2015               | Bakú (Azerbaiyán)           | Medalla de oro     | K2 200 m           |
| Campeonato Europeo |                             |                    |                    |
| Año                | Lugar                       | Medalla            | Competición        |
| 2015               | Račice (República Checa)    | Medalla de plata   | K2 200 m           |
| 2016               | Moscú (Rusia)               | Medalla de oro     | K2 200 m           |
| 2018               | Belgrado (Serbia)           | Medalla de plata   | K2 200 m           |